# Shopping (film, 1994)
Pour les articles homonymes, voir Shopping (homonymie).
Pour plus de détails, voir Fiche technique et Distribution.
Shopping est un film britannico-japonais écrit et réalisé par Paul W. S. Anderson et sorti en 1994. Il s'agit du premier long métrage du réalisateur.

## Synopsis
Billy et Jo volent des voitures de sport dans le but d'exploser des vitrines de magasins. Certains le font pour de l'argent. Eux, c'est leur façon de faire du shopping. Après l'arrestation de Billy, Tommy s'approprie leur territoire. Mais Billy compte bien reprendre le pouvoir dès sa sortie de prison. Ils vont s'affronter dans des courses-poursuites dévastatrices. Leur objectif commun sera de casser, détruire et pulvériser.

## Fiche technique
- Titre original : Shopping
- Réalisation : Paul W. S. Anderson
- Scénario : Paul W. S. Anderson
- Photographie : Tony Imi
- Montage : David Stiven
- Musique : Barrington Pheloung
- Producteur : Jeremy Bolt (en)
- Sociétés de production : Channel Four Films, Impact Pictures, Kuzui Enterprises, PolyGram Filmed Entertainment & WMG Film
- Société de distribution : Rank Film Distributors (Royaume-Uni)
- Pays de production :  Royaume-Uni,  Japon
- Langue originale : anglais
- Format : Couleur - Dolby - 35 mm - 1.85:1
- Genre : Film dramatique, Film d'action
- Durée : 107 minutes

## Distribution
- Jude Law (VF : Cédric Dumond) : Billy
- Sadie Frost : Jo
- Sean Pertwee : Tommy
- Fraser James : Be Bop
- Daniel Newman : Monkey
- Jonathan Pryce : Conway
- Lee Whitlock : Pony
- Sean Bean : Venning
- Ralph Ineson : Dix
- Eamonn Walker : Peters
- Jason Isaacs : Steve
- Melanie Hill : Sarah

## Autour du film
- D'après le réalisateur, Ewan McGregor était à deux doigts d'obtenir le rôle de Billy. Jude Law lui sera finalement préféré[1].
- Le tournage s'est déroulé à Londres, notamment dans le quartier des Docklands, ainsi qu'à Thurrock dans le comté d'Essex[2].
- Lors de sa sortie au Royaume-Uni, le film sera vivement critiqué pour sa violence et sera accusé de faire l'apologie et la glamourisation des comportements criminels[1].
- Jude Law et Sadie Frost, qui se sont mariés en 1997, s'étaient rencontrés pour la première fois sur ce tournage[réf. souhaitée].
- L'une des musiques du film[Laquelle ?] sera reprise pour Mortal Kombat[réf. souhaitée].

## Récompenses et distinction
Lors du festival Fantasporto 1995, Shopping est nommé pour le prix du meilleur film.